# 広袴 (町田市)
広袴（ひろはかま）は、東京都町田市にある町名。現行行政地名は広袴一丁目から四丁目。郵便番号は195-0056。

## 地理
町田市の北東部に位置する。
北は神奈川県川崎市麻生区、東と南東は広袴町、南は鶴川五丁目、西は鶴川四丁目と真光寺二丁目と三丁目と接する。
一丁目はほぼ全域が国士舘大学の敷地（同大学の学生寮があるため、定住人口あり）となっており、三丁目は鶴川第二地区計画で宅地整備された戸建が広がる新興住宅地（都市庭園鶴川台）である。

### 河川
- 真光寺川 - 真光寺二丁目から流れ入り、広袴三丁目と四丁目を通り、広袴町へ流れ出る。

## 歴史
広袴町を参照。

### 地名の由来
広袴町を参照。

### 沿革
- 1999年（平成11年）2月27日 - 真光寺町と広袴町の一部より、広袴一〜三丁目を新設。
- 2003年（平成15年）5月31日 - 真光寺町と広袴町の一部より、広袴四丁目を新設。

## 世帯数と人口
2018年（平成30年）1月1日現在の世帯数と人口は以下の通りである。
| 丁目       | 世帯数    | 人口    |
| ---------- | --------- | ------- |
| 広袴一丁目 | 172世帯   | 174人   |
| 広袴二丁目 | 491世帯   | 1,131人 |
| 広袴三丁目 | 702世帯   | 1,906人 |
| 広袴四丁目 | 51世帯    | 161人   |
| 計         | 1,416世帯 | 3,372人 |

## 小・中学校の学区
市立小・中学校に通う場合、学区は以下の通りとなる。
| 丁目       | 番地                                                                                   | 小学校                 | 中学校                 |
| ---------- | -------------------------------------------------------------------------------------- | ---------------------- | ---------------------- |
| 広袴一丁目 | 全域                                                                                   | 町田市立鶴川第四小学校 | 町田市立真光寺中学校   |
| 広袴二丁目 | 1～11番地、12番地の1 14番地の1～22・27～28 14番地の30～43・47～89 15番地の1～6・18～25 | 町田市立鶴川第四小学校 | 町田市立真光寺中学校   |
| 広袴二丁目 | 12番地の2～14、13番地 14番地の23～26・29 14番地の44～46 15番地の7～17 16～17番地       | 町田市立鶴川第三小学校 | 町田市立鶴川第二中学校 |
| 広袴三丁目 | 1番地の25～62、75～78 2～45番地                                                        | 町田市立鶴川第三小学校 | 町田市立鶴川第二中学校 |
| 広袴三丁目 | 1番地の1～24・64～73 1番地の80、84                                                     | 町田市立鶴川第四小学校 | 町田市立真光寺中学校   |
| 広袴四丁目 | 全域                                                                                   | 町田市立鶴川第三小学校 | 町田市立鶴川第二中学校 |

## 交通

### 鉄道
町田市能ヶ谷一丁目にある小田急電鉄小田原線の鶴川駅と神奈川県川崎市麻生区にある小田急電鉄多摩線の栗平駅が、近くにある鉄道駅である。

### 路線バス
「広袴中央」バス停留所から小田急バス・神奈川中央交通の路線バスで真光寺公園行き、鶴川駅行きがある。

### 主な道路
- 東京都道・神奈川県道139号真光寺長津田線（鶴川街道）
- 鶴川団地中央通り
- 鶴川いちょう通り

## 施設

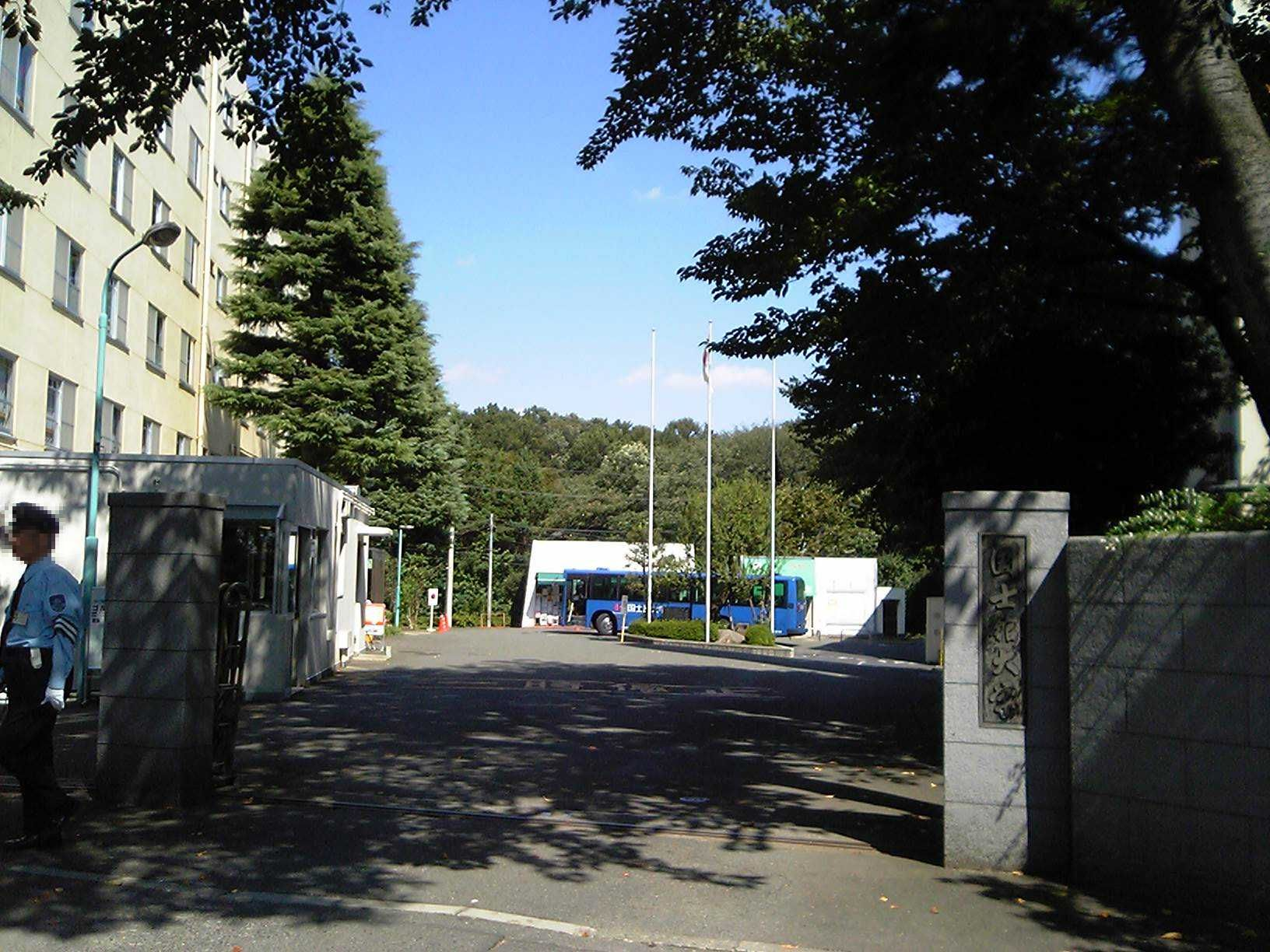
国士舘大学町田キャンパス

商業
- ビッグ・エー 町田広袴店
- サンドラッグ 町田広袴店

教育
- 国士舘大学町田キャンパス

公園
- 広袴公園
- 鶴川台せせらぎ緑道

寺院
- 妙全院